# ハリ系
ハリ系（はりけい）は、2007年10月13日から12月29日まで日本テレビ系列で、毎週土曜日24：50 - 25：20（日曜日00：50 - 01：20）に放映していたテレビドラマ。『サタデーTVラボ』枠にて放送していた。全12話。

## 概要
ハリネズミから進化したハリ系人間の青年と、普通の人間（サルから進化したサル系）の女の子が恋に落ちる。しかし、同じ人間なのに「背中にハリがある」ということでうまくいかない二人。二人の恋を中心にハリ系人間の世の中を描いたファンタジードラマである。

## キャスト
- 耳田ハリ彦 ： 中村倫也
- 塚本すず子 ： 村川絵梨
- 耳田ハリ江 ： もたいまさこ
- 鰐淵さん ： 田口トモロヲ
- 藤井亮介 ： 松澤傑
- 古川シゲ ： 吹越満
- 黒川祐也 ： 久保田裕之
- 小松沢典子 ： 池谷のぶえ
- 耳田ハリ造 ： ミッキー・カーチス
- ヨシテツ ： 皆川猿時
- マスター ： 堀部圭亮
- ジイジ ： 車だん吉

## スタッフ
- 原作・文 ： オイカワショータロー
- 原作・絵 ： 伊津野果地
- 脚本 ： 中津留章仁、及川章太郎、根本ノンジ、なるせゆうせい
- 演出 ： 河原雅彦、田中峰弥、狩山俊輔
- 音楽 ： 森英治

## 主題歌
- 藤木直人 「Tuning Note」